# Colonne d'Alexandre
La colonne d'Alexandre (en russe : Алекса́ндровская коло́нна, Aleksandrovskaïa kolonna) est le point central de la place du Palais à Saint-Pétersbourg. Elle a été érigée pour commémorer la victoire des troupes russes sur Napoléon. La colonne d'Alexandre est intéressante de par son architecture et sa conception.

## La colonne
La colonne d'Alexandre a été dessinée par l'architecte français Auguste de Montferrand. La construction a débuté en 1830 et s'est achevée le 30 août 1834. La colonne, qui culmine à 47,5 m du sol, est surmontée de la statue d'un ange tenant une croix. La statue a été dessinée par le sculpteur russe Boris Orlovski (en). Les traits de l'ange ont été modelés d'après le visage d'Alexandre Ier, commanditaire de l'œuvre.
La colonne est constituée d'une seule pièce de granite rouge, de 25,45 m de long et de 3,5 m de diamètre. Le granite rouge, qui provient de la carrière de Virolahti en Finlande, a été transporté à Saint-Pétersbourg en 1832, dans une embarcation spécialement adaptée à cette pièce unique. La colonne a été élevée sans l'aide de machines, en seulement deux heures. Plus de 3 000 hommes ont été requis pour dresser la colonne, qui pèse 661 tonnes, sous la supervision de William Handyside (en). Aucune fixation n'a été nécessaire : la colonne repose parfaitement au milieu du socle.

## Le piédestal
Le piédestal de la colonne d'Alexandre est décoré de symboles de gloire militaire, sculptés par Giovanni Battista Scotti.
Sur le côté du piédestal, face au palais d'Hiver, un bas-relief représentant des figures ailées supporte une plaque portant les mots « À Alexandre Ier d'une Russie reconnaissante ». La composition comprend des figures représentant le Niémen et la Vistule, qui ont été associés aux événements de la guerre. Le flanc de ces figures sont des représentations d'une vieille armure russe : le bouclier du prince Oleg de Novgorod, le casque d'Alexandre Nevski, la cuirasse de l'empereur Alexandre Ier, la cotte de mailles d'Ermak Timofeïévitch et d'autres pièces rappelant des héros dont les exploits martiaux ont apporté gloire à la Russie.
Les trois autres côtés sont décorés de bas-reliefs avec des figures allégoriques de Sagesse et Abondance, Justice et Miséricorde, Paix et Victoire, le dernier tenant un bouclier portant les dates 1812, 1813 et 1814. 
Les croquis des bas-reliefs furent produits par Auguste de Montferrand . Il a coordonné l'échelle de leurs compositions avec les formes monumentales du monument. Les panneaux ont été conçus à la taille prévue par l'artiste Giovanni Battista Scotti. Les modèles ont été réalisés par les sculpteurs Piotr Svintsov et Ivan Leppe, les ornements par le sculpteur Evguéni Baline. Le moulage du bronze est de Charles Baird (en).
Un rouble d'argent commémoratif conçu par N. Gube a été frappé en 1834 et il est dit qu'une caisse de ces pièces a été placée dans les fondations.

## Galerie
.

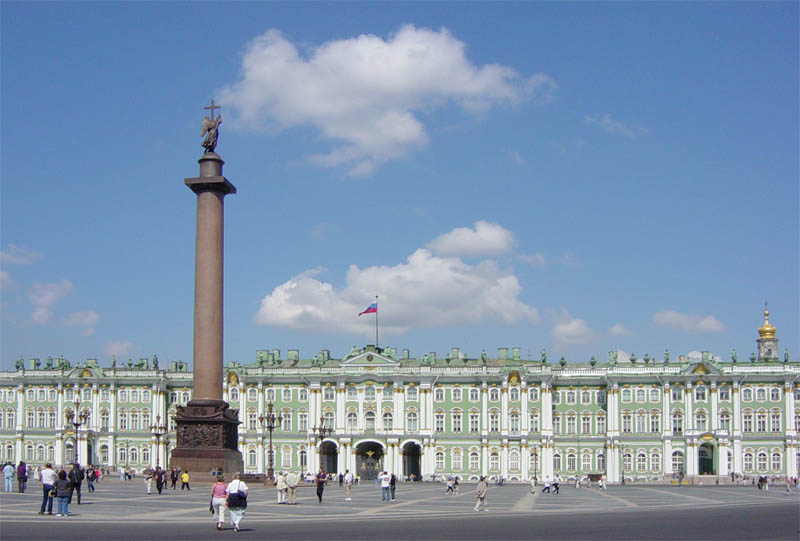
La colonne d'Alexandre
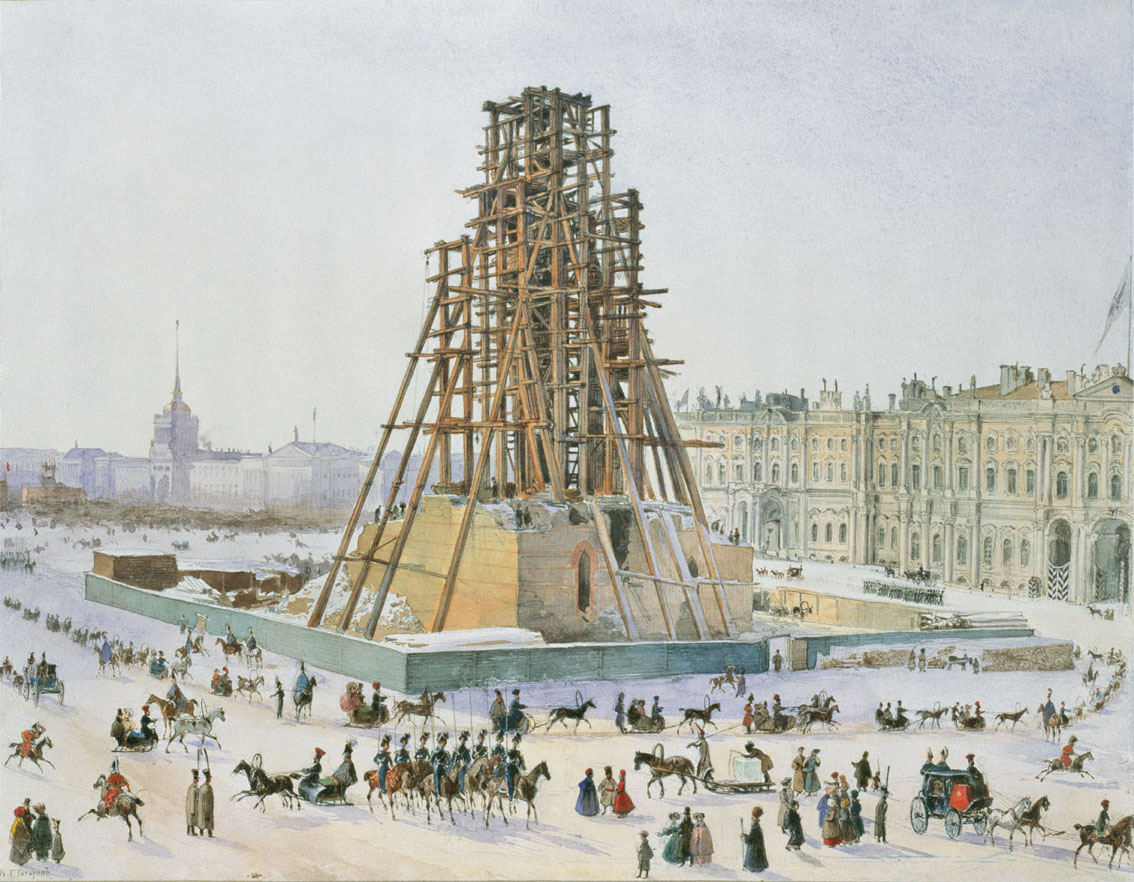
La colonne en construction. Dessin de Grigori Gagarine